# 第37回トロント国際映画祭
第37回トロント国際映画祭は、2012年9月6日から16日にかけてカナダのオンタリオ州トロント開催された。映画祭側は、2012年8月21日に受理された映画を発表した。オープニング作品にはライアン・ジョンソン監督の『LOOPER/ルーパー』が選ばれた。

## 受賞
| 賞                                     | 作品                       | 監督                         |
| -------------------------------------- | -------------------------- | ---------------------------- |
| 観客賞                                 | 世界にひとつのプレイブック | デヴィッド・O・ラッセル      |
| 観客賞（ドキュメンタリー作品）         | Artifact                   | ジャレッド・レト             |
| 観客賞（ミッドナイト・マッドネス）     | セブン・サイコパス         | マーティン・マクドナー       |
| カナディアン作品賞                     | わたしはロランス           | グザヴィエ・ドラン           |
| カナディアン短編作品賞                 | Keep a Modest Head         | デコ・ドウソン               |
| カナディアン第1回作品賞                | アンチヴァイラル           | ブランドン・クローネンバーグ |
| カナディアン第1回作品賞                | Blackbird                  | ジェイソン・バクストン       |
| FIPRESCIディスカヴァリー               | コールガール               | ミカエル・マーシメイン       |
| FIPRESCIスペシャル・プレゼンテーション | 危険なプロット             | フランソワ・オゾン           |

## 上映作品
作品名 - 監督名

### ガラ・プレゼンテーション
- 『ロイヤル・アフェア 愛と欲望の王宮』 - ニコライ・アーセル
- 『アルゴ』 - ベン・アフレック
- 『危険な関係』 - ホ・ジノ
- 『終戦のエンペラー』 - ピーター・ウェーバー（英語版）
- 『マダム・イン・ニューヨーク』 - ガウリ・シンデー（英語版）
- Free Angela and All Political Prisoners - ショーラ・リンチ
- 『大いなる遺産』 - マイク・ニューウェル
- 『私が愛した大統領』 - ロジャー・ミッシェル
- 『ノンストップ 救出（英語版）』 - ルバ・ナッダ（英語版）
- Jayne Mansfield's Car - ビリー・ボブ・ソーントン
- 『LOOPER/ルーパー』 - ライアン・ジョンソン
- 『マリリン・モンロー 瞳の中の秘密』 - リズ・ガーバス（英語版）
- Midnight's Children - ディーパ・メータ
- 『世界にひとつのプレイブック』 - デヴィッド・O・ラッセル
- 『アンコール!!』 - ポール・アンドリュー・ウィリアムズ（英語版）
- 『ランナウェイ/逃亡者』 - ロバート・レッドフォード
- 『ミッシング・ポイント』 - ミーラー・ナーイル
- 『テルマエ・ロマエ』 - 武内英樹
- 『ある愛へと続く旅』 - セルジオ・カステリット
- 『メイジーの瞳』 - スコット・マクギー（英語版）&デヴィッド・シーゲル（英語版）

### スペシャル・プレゼンテーション
- 『25年目の弦楽四重奏』 - ヤーロン・ジルバーマン
- 『モンティ・パイソン ある嘘つきの物語 グレアム・チャップマン自伝』 - ベン・ティムレット
- 『アンナ・カレーニナ』 - ジョー・ライト
- 『アンチヴァイラル』 - ブランドン・クローネンバーグ
- 『アイ・アム・ニューマン 新しい人生の見つけ方（英語版）』 - ダンテ・アリオラ
- 『チェイス・ザ・ドリーム（英語版）』 - ラミン・バーラニ（英語版）
- 『BAD25』 - スパイク・リー
- 『ビザンチウム』 - ニール・ジョーダン
- 『ザ・キャピタル マネーにとりつかれた男（英語版）』 - コスタ＝ガヴラス
- 『クラウド アトラス』 - トム・ティクヴァ、アンディ&ラナ・ウォシャウスキー
- 『ディス/コネクト』 - ヘンリー＝アレックス・ルビン
- 『ドント・ディスターブ! オレたち最強バディ』 - イヴァン・アタル
- 『眠れる美女』 - マルコ・ベロッキオ
- 『夢売るふたり』 - 西川美和
- 『エンド・オブ・ウォッチ』 - デヴィッド・エアー
- 『偽りの人生』 - アナ・ピターバーグ
- 『フォックスファイア 不良少女の告白』 - ローラン・カンテ
- 『フランシス・ハ』 - ノア・バームバック
- 『ジンジャーの朝 さよなら、わたしが愛した世界』 - サリー・ポッター
- 『グッバイ・アンド・ハロー 父からの贈りもの（英語版）』 - ダン・アルグラント
- 『ハンナ・アーレント』 - マルガレーテ・フォン・トロッタ
- Imogene - ロバート・プルチーニ（英語版）、シャリ・スプリンガー・バーマン（英語版）
- 『危険なプロット』 - フランソワ・オゾン
- 『クロエの祈り』 - アナイス・バルボー＝ラヴァレット（英語版）
- 『コン・ティキ』 - ヨアヒム・ローニング、エスペン・サンドベリ
- 『わたしはロランス』 - グザヴィエ・ドラン
- 『皇帝と公爵』 - バレリア・サルミエント（英語版）
- Liverpool - マノン・ブリアン（フランス語版）
- 『さよなら、アドルフ』 - ケイト・ショートランド
- 『愛さえあれば』 - スサンネ・ビア
- Mr. Pip - アンドリュー・アダムソン
- Much Ado About Nothing - ジョス・ウィードン
- 『NO』 - パブロ・ラライン
- 『オン・ザ・ロード』 - ウォルター・サレス
- 『アウトレイジ ビヨンド』 - 北野武
- 『パッション』 - ブライアン・デ・パルマ
- 『カルテット! 人生のオペラハウス』 - ダスティン・ホフマン
- 『リアリティー』 - マッテオ・ガローネ
- 『魔女と呼ばれた少女』 - キム・グエン
- 『サイの季節（英語版）』 - バフマン・ゴバディ
- 『君と歩く世界』 - ジャック・オーディアール
- 『スプリング・ブレイカーズ』 - ハーモニー・コリン
- Still - マイケル・マッゴーワン（英語版）
- 『物語る私たち』 - サラ・ポーリー
- 『TAICHI/太極 ゼロ（英語版）』 - スティーヴン・フォン
- 『恋人はセックス依存症』 - スチュアート・ブルムバーグ（英語版）
- The Attack - ジアド・ドゥエイリ
- 『ザ・ディープ』 - バルタザル・コルマキュル
- 『偽りなき者』 - トマス・ヴィンターベア
- 『THE ICEMAN 氷の処刑人』 - アリエル・ヴロメン
- 『インポッシブル』 - フアン・アントニオ・バヨナ
- 『項羽と劉邦 鴻門の会』 - 陸川
- 『ザ・マスター』 - ポール・トーマス・アンダーソン
- 『ペーパーボーイ 真夏の引力』 - リー・ダニエルズ
- 『ウォールフラワー』 - スティーヴン・シュボースキー（英語版）
- 『プレイス・ビヨンド・ザ・パインズ/宿命』 - デレク・シアンフランス
- 『ソウルガールズ』 - ウェイン・ブレア
- 『セッションズ』 - ベン・リューイン
- 『それは息子だった』 - ダニエーレ・チプリ（イタリア語版）
- 『スーサイド・ショップ』 - パトリス・ルコント
- The Time Being - ネナド・チチン＝セイン
- 『テレーズの罪』 - クロード・ミレール
- 『トゥ・ザ・ワンダー』 - テレンス・マリック
- Venus & Serena - マイケン・バード
- White Elephant - パブロ・トラペロ
- 『ハッピーエンドが書けるまで』 - ジョシュ・ブーン
- 『イエロー』 - ニック・カサヴェテス
- 『ゼロ タウン 始まりの地』 - エラン・リクリス（英語版）

### ドキュメンタリー
- 9.79* - ダニエル・ゴードン（英語版）
- A World Not Ours - Mahdi Fleifel
- Artifact - バーソロミュー・カビンズ
- As if We Were Catching a Cobra - Hala Alabdalla
- Camp 14 — Total Control Zone - Marc Wiese
- Far Out Isn't Far Enough: The Tomi Ungerer Stor - Brad Bernstein
- 『すべては愛からはじまる』 - Nina Davenport
- How to Make Money Selling Drugs - マシュー・クック（英語版）
- Iceberg Slim: Portrait of a Pimp - Jorge Hinojosa
- London – The Modern Babylon - ジュリアン・テンプル
- Lunarcy! - Simon Ennis
- 『最大の過ち: 神のみもとの沈黙』 - アレックス・ギブニー
- 『空中ランチ』 - Seán Ó Cualáin
- 『みつばちの大地（英語版）』 - マークス・イムホーフ（英語版）
- No Place on Earth - Janet Tobias
- 『スヌープ・ドッグ/ロード・トゥ・ライオン』 - Andrew Capper
- Revolution - ロブ・スチュワート（英語版）
- Roman Polanski: Odd Man Out - Marina Zenovich
- Shepard & Dark - Treva Wurmfeld
- Show Stopper: The Theatrical Life of Garth Drabinsky - パリー・アヴリッチ（英語版）
- State 194 - Dan Setton
- Storm Surfers 3D - Christopher Nelius and Justin McMillan
- 『アクト・オブ・キリング』 - ジョシュア・オッペンハイマー
- The Central Park Five - ケン・バーンズ、デヴィッド・マクマホン（英語版）、サラ・バーンズ（英語版）
- The Gatekeepers - Dror Moreh
- The Girl from the South - José Luis García
- 『ディスコ・レボリューション』 - Jamie Kastner
- The Walls of Dakar - Abdoul Aziz Cissé

### ミッドナイト・マッドネス
- 『アフターショック』 - ニコラス・ロペス
- 『ザ・チャイルド』 - マキノフ
- 『ジャッジ・ドレッド』 - ピート・トラヴィス
- 『ヘルベンダーズ 地獄のエクソシスト』 - J・T・ペティ（英語版）
- 『クリーチャーズ 異次元からの侵略者（英語版）』 - ドン・コスカレリ
- 『NO ONE LIVES ノー・ワン・リヴズ』 - 北村龍平
- 『セブン・サイコパス』 - マーティン・マクドナー
- 『ABC・オブ・デス』 - 複数の監督
- 『ザ・ベイ』 - バリー・レヴィンソン
- 『ロード・オブ・セイラム』 - ロブ・ゾンビ